# Горноводенско македонско благотворително братство
Горноводенско македонско благотворително братство „Апостол войвода“ е организация на бежанците от областта Македония, установили се в асеновградското село Горни Воден.

## История
Основано е по инициатива на Димитър Янев на 7 юли 1924 година с председател Хр. Попатанасов, подпредседател е Иван Христов, секретар е Димитър Хр. Авков, касиер е Петър Лешев, а съветници са Ив. Д. Кръчов и свещеник Илия. Ново настоятелство е избрано на 27 декември 1925 година в състав Иван Т. Христов (председател), Христо Ив. Гроздев (подпредседател), Петър Г. Манулев (секретар), Иван П. Стоянов (касиер) и съветници Лазар Хр. Пешев и Христо К. Костов.
Учредено е на събрание от 24 април 1938 година в присъствието на двадесет делегати, които възобновяват дружеството и приемат нов устав. Избрано е ръководство в състав Тома Стоянов Козаров (председател), Георги Григоров Делев (подпредседател), Димитър Николов Начков (секретар), Борис Иванов Авков (касиер), Христо Траев Граматиков (член) и Петър Атанасов Струмелиев (член). В контролната комисия влизат Васил Ангелов Илиев (председател), Дионис Тодоров Пешев (секретар) и Георги Петров Николов (член).
След Деветосептемврийския преврат от 1944 година дружеството е реорганизирано в Македонско културно-просветно дружество „Гоце Делчев“. Към 1972 година негови членове са Любен Димитров Христев, Христо Божков, Атанас Бинев, Стоян Панов, Пандо Самуилов, Веско Демерджиев и други. Избрано е ново ръководство в състав Иван Струменлиев (председател), Георги Петров Николов, Христо Божков, Дионис Ив. Попов, Атанас Трайков, Стайко Ив. Попев и Васил Филипов Терзиев. За ревизионна комисия са избрани Иван Дим. Попов, Мария Кълева и Юрдан Карапалев.